# Sebal
Sebal is een plaats (freguesia) in de Portugese gemeente Condeixa-a-Nova en telt 1 793 inwoners (2001).